# Movimento Nacional Socialista nos Países Baixos
O Movimento Nacional Socialista nos Países Baixos (em neerlandês: Nationaal-Socialistische Beweging in Nederland, NSB) foi um partido político fascista, que se desenvolveu durante a década de 1930 e se tornou o único partido legal durante a ocupação alemã dos Países Baixos na Segunda Guerra Mundial, época em que serviu como uma verdadeira filial do partido nazista alemão.